# Pleuropedium multiseptatum
Pleuropedium multiseptatum är en svampart som beskrevs av Marvanová & Descals 1996. Pleuropedium multiseptatum ingår i släktet Pleuropedium, divisionen sporsäcksvampar och riket svampar.   Inga underarter finns listade i Catalogue of Life.